# St. Mang (Kempten)

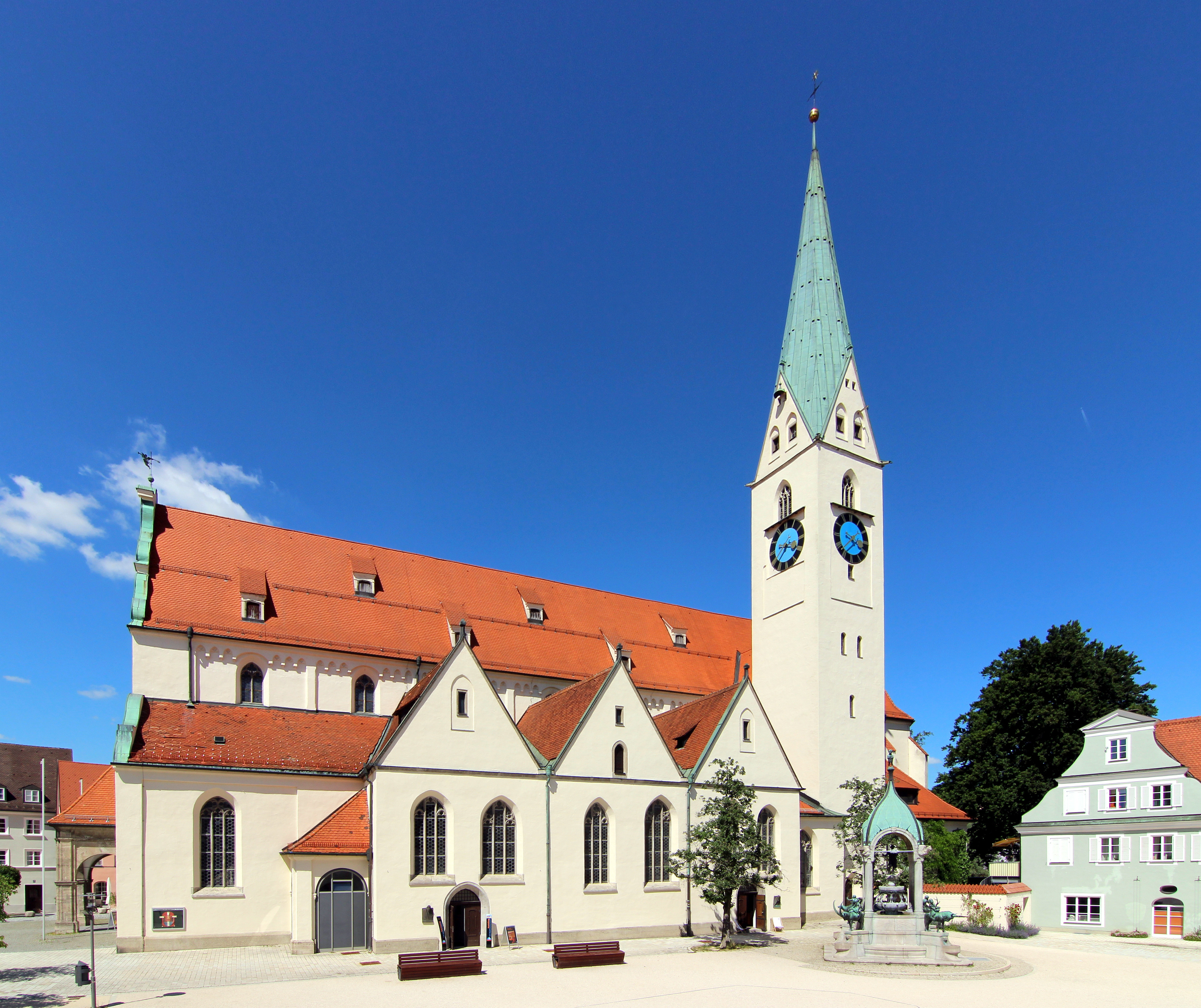
Die St.-Mang-Kirche in Kempten

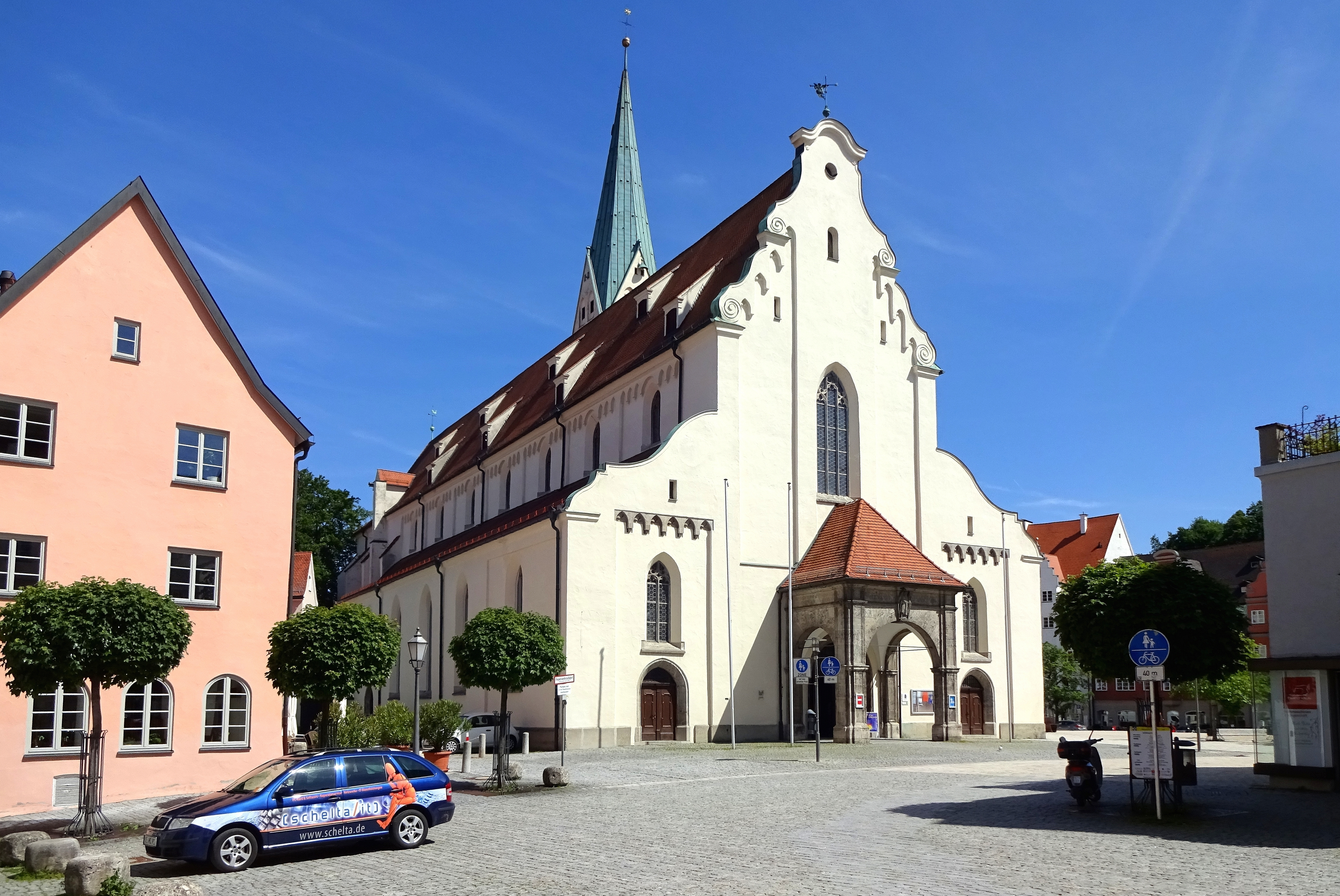
Westseite

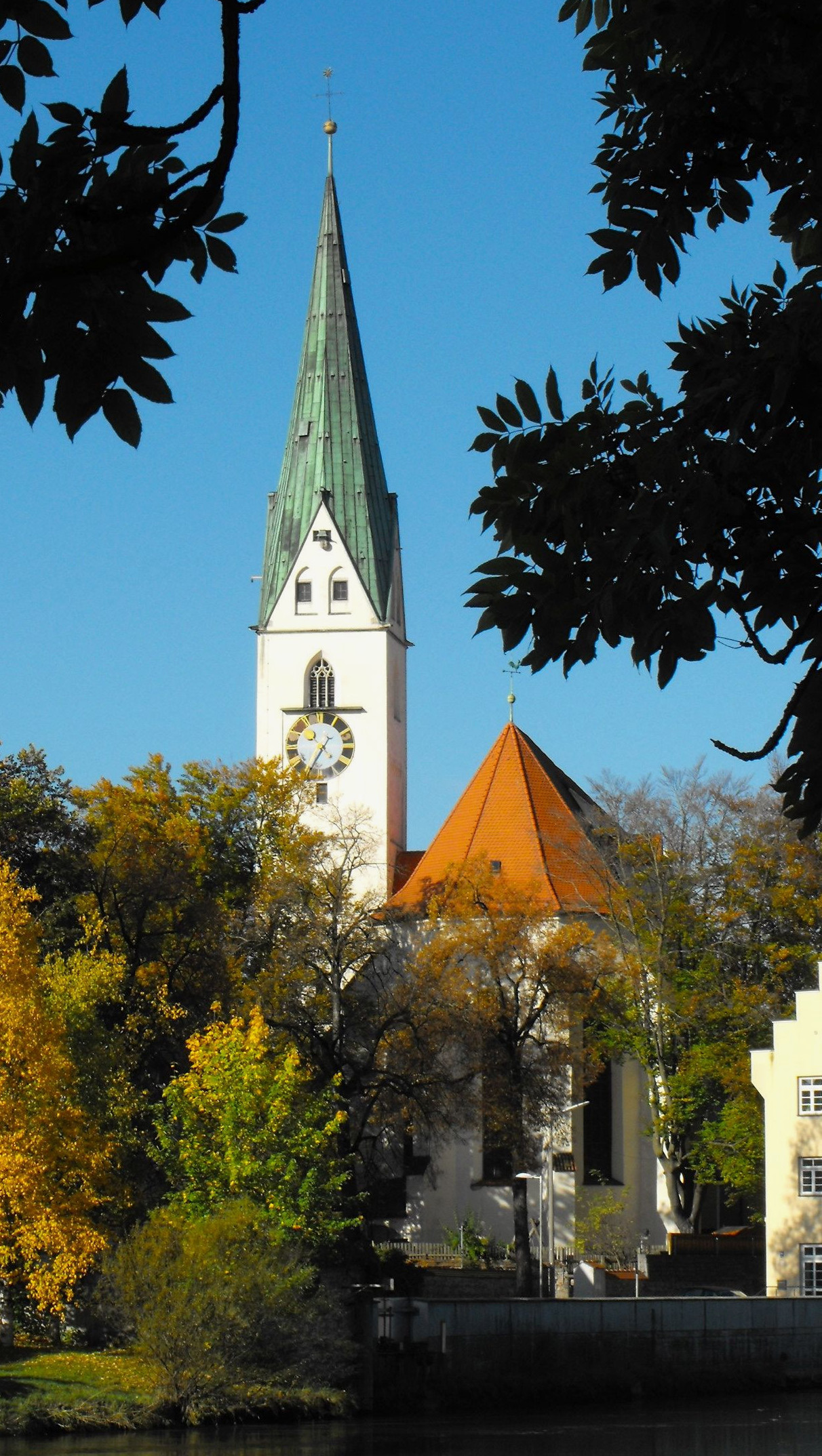
Blick über die Iller auf den Chor

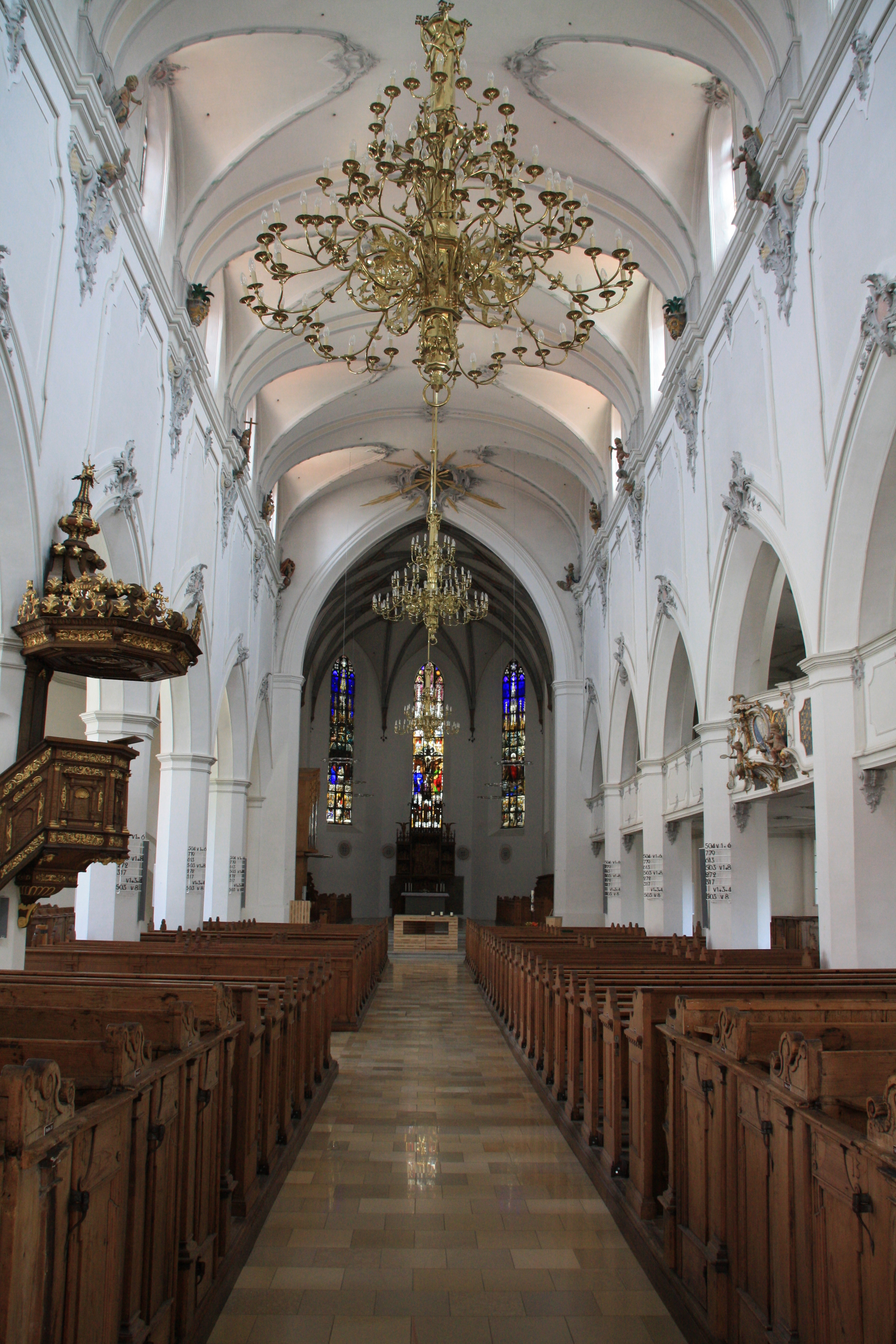
Das 34 Meter lange Kirchenschiff: Links die Kanzel, in der Mitte hinter dem Volksaltar der Hochaltar

St. Mang ist eine evangelisch-lutherische Stadtpfarrkirche in der Stadt Kempten (Allgäu). Sie gehört der Evangelisch-Lutherischen Kirche in Bayern an. Der heute stehende Bau stammt in weiten Teilen aus dem 15. Jahrhundert. Sie ist den Heiligen Magnus und Ulrich von Augsburg geweiht, letzterer wird ab der Frühen Neuzeit nur noch selten genannt. Die Kirche war ab 1527 das Zentrum der Reformation im Raum Kempten. Sie ist namensgebend für den St.-Mang-Platz.
Sie wurde 1767 im Rokoko-Stil umgebaut, ein Jahrhundert später folgte die Umgestaltung in neugotischem Stil. 1911 bis 1913 wurden viele Teile dieser neugotischen Umgestaltung am Außenbau wieder zurückgebaut, so dass die heutige Ansicht in weiten Teilen auf diese Restaurierung zurückgeht. In den 1970er Jahren wurde der Innenraum renoviert; dabei legte man ein Altarpodest mit Taufstein unter der historischen Kanzel an, das beim 2007 erfolgten Umbau des Innenraums wieder entfernt wurde.
Das bekannteste Ausstattungsstück ist der im Jahre 1893 gefertigte und mit einer Goldmedaille bei der Weltausstellung in Chicago prämierte Hochaltar, der seit 1906 in der Kirche steht.

## Lage
Die St.-Mang-Kirche steht im Zentrum der ehemaligen Reichsstadt Kempten. Im Mittelalter und in der Frühen Neuzeit war sie von einem Kirchenbezirk umgeben, der von der restlichen Stadt durch eine Mauer und Häuserzeilen abgetrennt war. Innerhalb des Kirchenbezirks war bis 1535 der Friedhof der Reichsstadt; dann wurde er auf eine Hangstufe an der Burghalde außerhalb der Stadtmauer verlegt. Der Evangelische Friedhof ist dort der Nachfolgefriedhof.
Auf dem Friedhof bei der Pfarrkirche St. Mang stand seit dem späten 13. Jahrhundert die Karnerkapelle St. Michael und St. Erasmus. Die Häuser innerhalb des Kirchenbezirks waren den an der Kirche Beschäftigten vorbehalten, z. B. den Pfarrern, dem Mesner und dem Vorsinger. Die 1557 profanierte Friedhofskapelle wurde 1857 abgerissen; 2010 nach der Freilegung ihres Untergeschosses wurde die Ruine als unterirdischer Schauraum gestaltet. Auf dem St.-Mang-Platz, der mit dem Rathausplatz verbunden ist, steht der St.-Mang-Brunnen. Weitere prägende Bauwerke des Platzes, damals aber außerhalb des Kirchenbezirks, sind das Jenisch-Haus und das Rote Haus, beides Patrizierhäuser.
Die archäologischen Untersuchungen des alten Friedhofs und der Karnerkapelle zwischen 2008 und 2010 zeigten, dass dort seit dem späten 7. Jahrhundert bestattet wurde. Damit ist die St.-Mang-Kirche neben der St.-Lorenz-Kirche die zweite Pfarrkirche in Kempten, die seit dem späten 7. Jahrhundert besteht. Die Siedlung Kempten benötigte zwei Pfarrkirchen so nah beieinander, weil das Siedlungsgebiet bis etwa 1300 durch die Iller in zwei Teile getrennt war.

## Geschichte

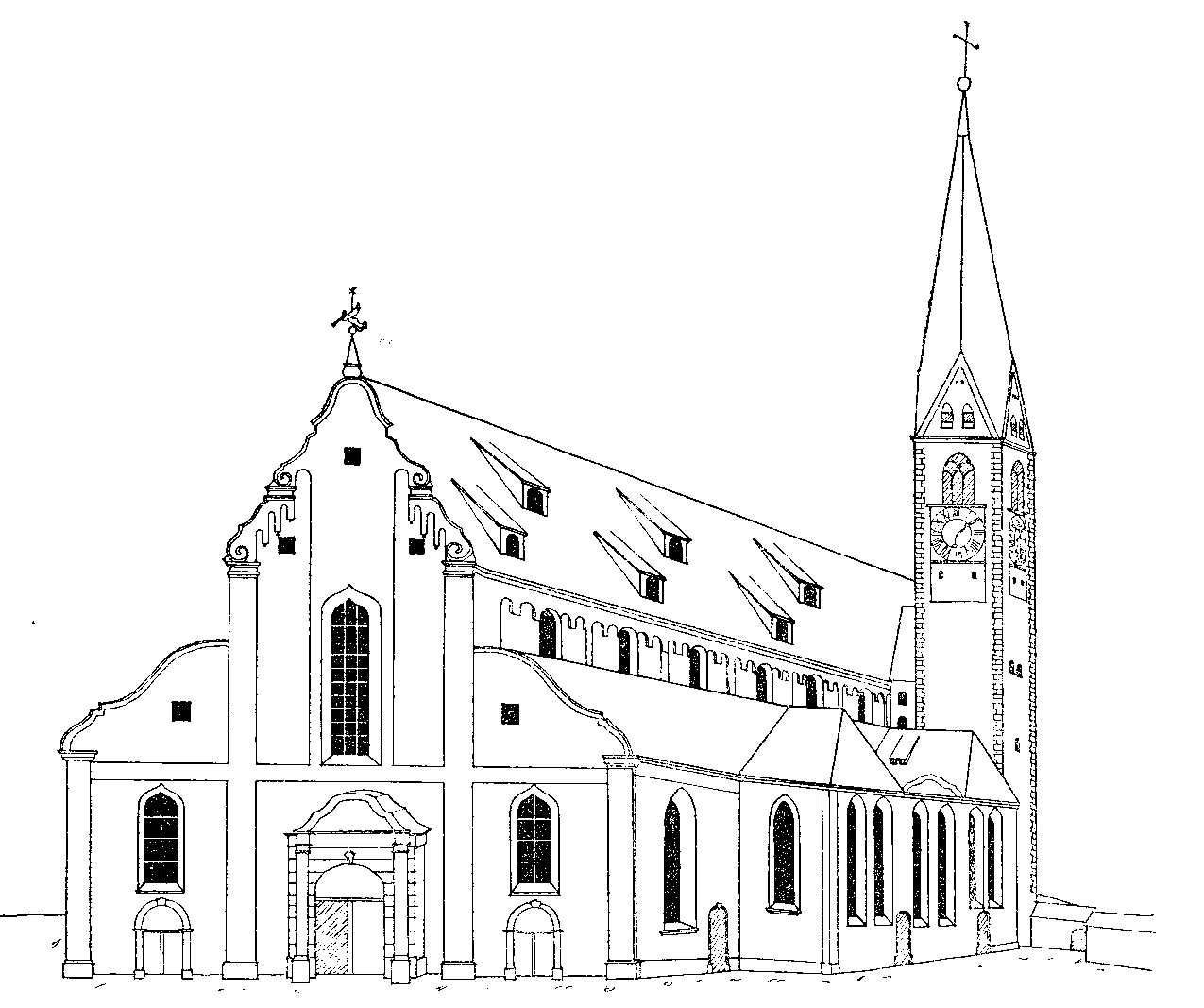
Ansicht von 1828

Bei Grabungen zum Einbau einer Koksheizung im Jahre 1894 wurden  Grundmauern der vermutlich im 12. Jahrhundert errichteten romanischen St.-Mang-Kirche freigelegt. Die frühere Theorie, dass auf dem Standort der Kirche seit dem mittleren 8. Jahrhundert auch das erste Kloster in Kempten stand, wurde durch neuere Forschungen (Archäologie, Geschichtswissenschaft, Geologie) widerlegt.
Der heute bestehende gotische Kirchenbau wurde 1426 begonnen; parallel zum Neubau wurde die romanische Kirche abgebrochen. 1427 konnte der Chor eingeweiht werden, das Schiff wurde 1428 erbaut. Ein Jahr später erfolgte die Erhöhung des Turmes auf etwa 60 Meter. Während des Neubaues wurde vermutlich die doppelstöckige Friedhofskapelle St. Michael und Erasmus für die Gottesdienste verwendet. Die Seitenkapellen wurden als Begräbniskapellen Kemptener Patrizierfamilien zwischen 1512 und 1519 an das südliche Seitenschiff angebaut.
Als Folge des „Großen Kaufs“, bei dem sich die Reichsstadt im Jahr 1525 von der Fürstabtei für 30.000 Gulden frei kaufte, entwickelte sich in den folgenden Jahren die Reformation in Kempten. Die Kirche St. Mang stellte sich als ein Kristallisationspunkt diverser Meinungen und Vorstellung dar. Anstifter der Reformation war der Pfarrer Sixtus Rummel; seine beiden Kapläne Johannes Rottach, ein bei der wohlhabenden Schicht beliebter Lutheranhänger, und Jakob Haystung, der Anhänger von Huldrych Zwingli sowie beim einfacheren Volk beliebt war, spielten dennoch eine wichtigere Rolle.
Durch den Einfluss von Jakob Haystung schloss sich die Reichsstadt 1527 zuerst der zwinglianischen Richtung der Reformation an. Beim daraus folgenden Bildersturm 1533 wurden die Altäre herausgeräumt und die Wandmalereien übertüncht; auch die drei Seitenkapellen, jeweils 1512, 1518 (Wolfgangskapelle) und 1519 eingerichtet, wurden aufgegeben. Anstoß für dieses Vorgehen war eine Abstimmung in der Bürgerschaft: 500 stimmten für die Entfernung sämtlicher bildlicher Darstellungen von christlichen Personen und Handlungen, 174 Personen dagegen. Diese Minderheit sprach sich für das Abdecken dieser Darstellungen mit Tüchern aus, diese Idee wurde wegen der Abstimmung nicht vollzogen. Die Stifter der Kirchenausstattung hatten nach der Abstimmung vier Tage Zeit, ihre Kunstschätze aus der Kirche zu bergen. Die Altartische wurden ausgebaut und verbrannt. Weil man es sich mit der Patrizierfamilie Vogt, von der die Orgel gestiftet worden war und die über enge Kontakte zum Kaiserhof verfügte, nicht verderben wollte, ließ man die Orgel unangetastet, verzichtete aber für Jahrzehnte auf ihre Benutzung.
Die Präsenz von Zwinglis Lehre nahm in der Reformation nur einen kurzen Zeitabschnitt ein. 1553 kam der slowenische Reformator und Anhänger Martin Luthers Primož Trubar als Prediger in die St. Mang-Kirche. Er entspannte die verschärfte Situation und legte das Augsburger Bekenntnis als Basis für die Kirchenordnung ein. In seiner Zeit in Kempten übersetzte er das Neue Testament ins Slowenische. Die religiöse Form der Reichsstadt Kempten nahm damit wieder Luthers Züge an. Der protestantische Pfarrer Ottmar Stab unterzeichnete die lutherische Konkordienformel noch im August 1577, der Bürgermeister Paulus Röhr folgte 1579 mit seiner Unterschrift im Namen des Stadtrates der Stadt. Weitere wichtige Person der Reformationszeit war Matthias Waibel.
An einem der mittleren Nordwandpfeiler bildet seit 1577 eine Kanzel den Mittelpunkt des Mittelschiffs, seit 1608 ist es die heutige Renaissance-Kanzel aus Nussbaumholz, darüber ein achteckiger Schalldeckel mit Volutenpyramide. Klappbänke ermöglichen es der Gemeinde, sich zur Predigt der Kanzel zuzuwenden. Gegenüber der Kanzel wurde 1586 eine Südempore mit später ergänzter Bürgermeisterloge eingebaut. Diese Quer-Ausrichtung des Parterre-Gestühls und der Empore auf die Kanzel und nicht primär auf den Chor mit Altar entspricht dem Gottesdienstverständnis, wie es Luther bei der Einweihung der Torgauer Schlosskapelle 1544 dargelegt hat. Die St.-Mang-Kirche ist damit eine der frühen Querkirchen in Süddeutschland.
Am 29. Januar 1629 tobte in Kempten ein Sturm, der auch den Turm der St.-Mang-Kirche beschädigte. Die Renovierung des Turmes dauerte bis zum Dezember desselben Jahres. Die Orgel kam 1648 an den Choreingang. Ein großer Umbau der Kirche mit der Stuckierung des Innenraums fand 1767 statt. Im darauffolgenden Jahr wurde die Kirche neu geweiht. Der Turm wurde 1770 renoviert.
Bei einer umfassenden Restaurierung des Außenbaues und tiefgreifenden Veränderungen im Inneren wurde die Kirche 1857 neugotisch umgestaltet. 1912 erhielt die Kirche einen Portalvorbau. Bei der Außenrenovierung im Jahr 1959 wurden die Giebel der Seitenkapellen neu gestaltet. Eine größere Restaurierung mit erneuten Umbauten der Außenfassade wurde im ersten Jahrzehnt des 20. Jahrhunderts durchgeführt.
2007 wurde das Bauwerk erneut innen renoviert. In dieser Zeit wurden ein moderner Volksaltar, ein Lesepult und ein Taufbecken aufgestellt, die von Werner Mally gestaltet wurden. Eine Figur des Gekreuzigten aus dem 17. Jh. wurde auf einem modernen Ständer ohne Querholm aufgestellt.
Im Oktober 2014 stellte sich heraus, dass der Südhalle – die ursprünglich aus mehreren zusammengebauten Kapellen bestand – ein Einsturz droht, solang das Gebäude nicht statisch abgestützt wird. Betroffen ist dadurch auch die Empore im Kirchenschiff, die vom Südhallenanbau gestützt wird.

## Baubeschreibung

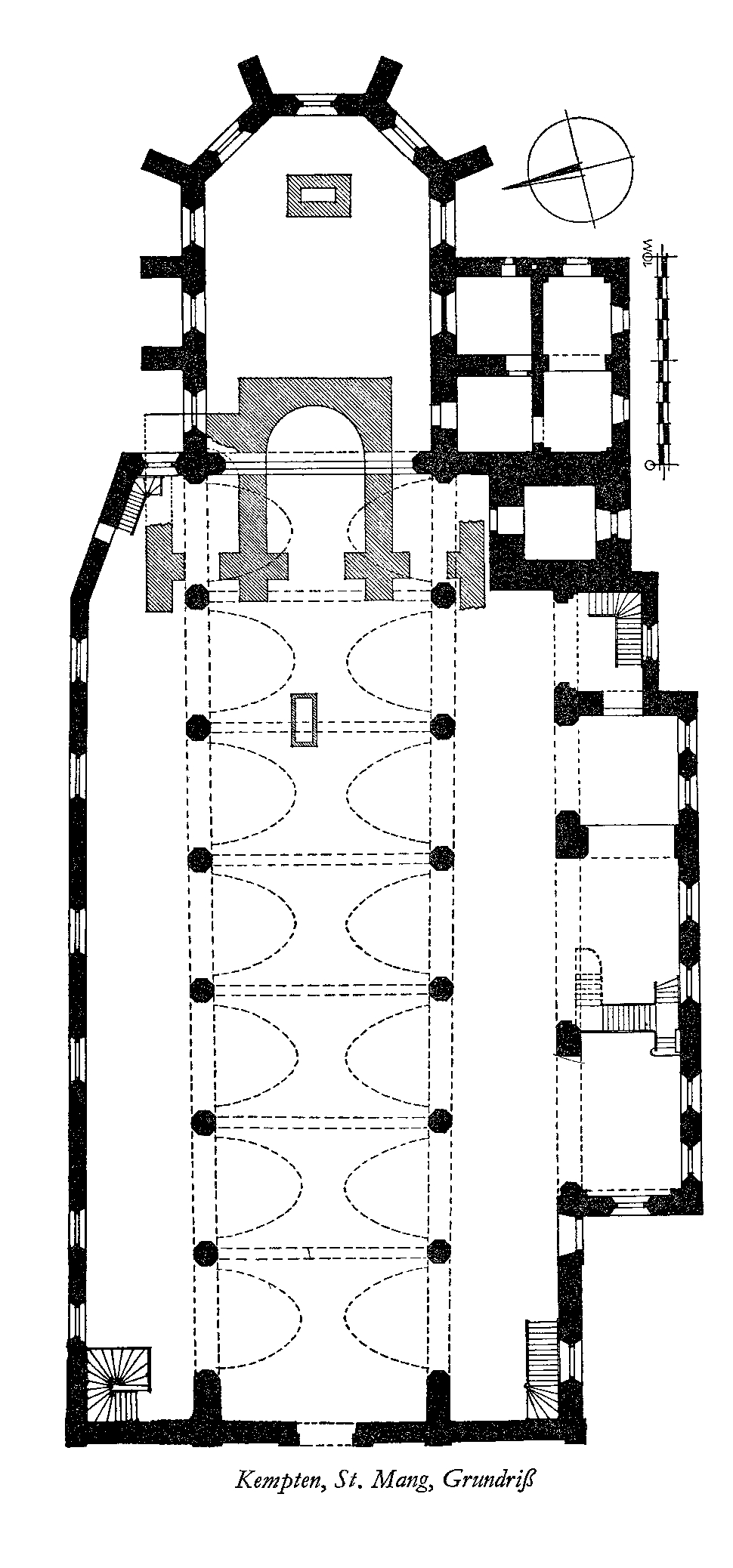
Grundriss

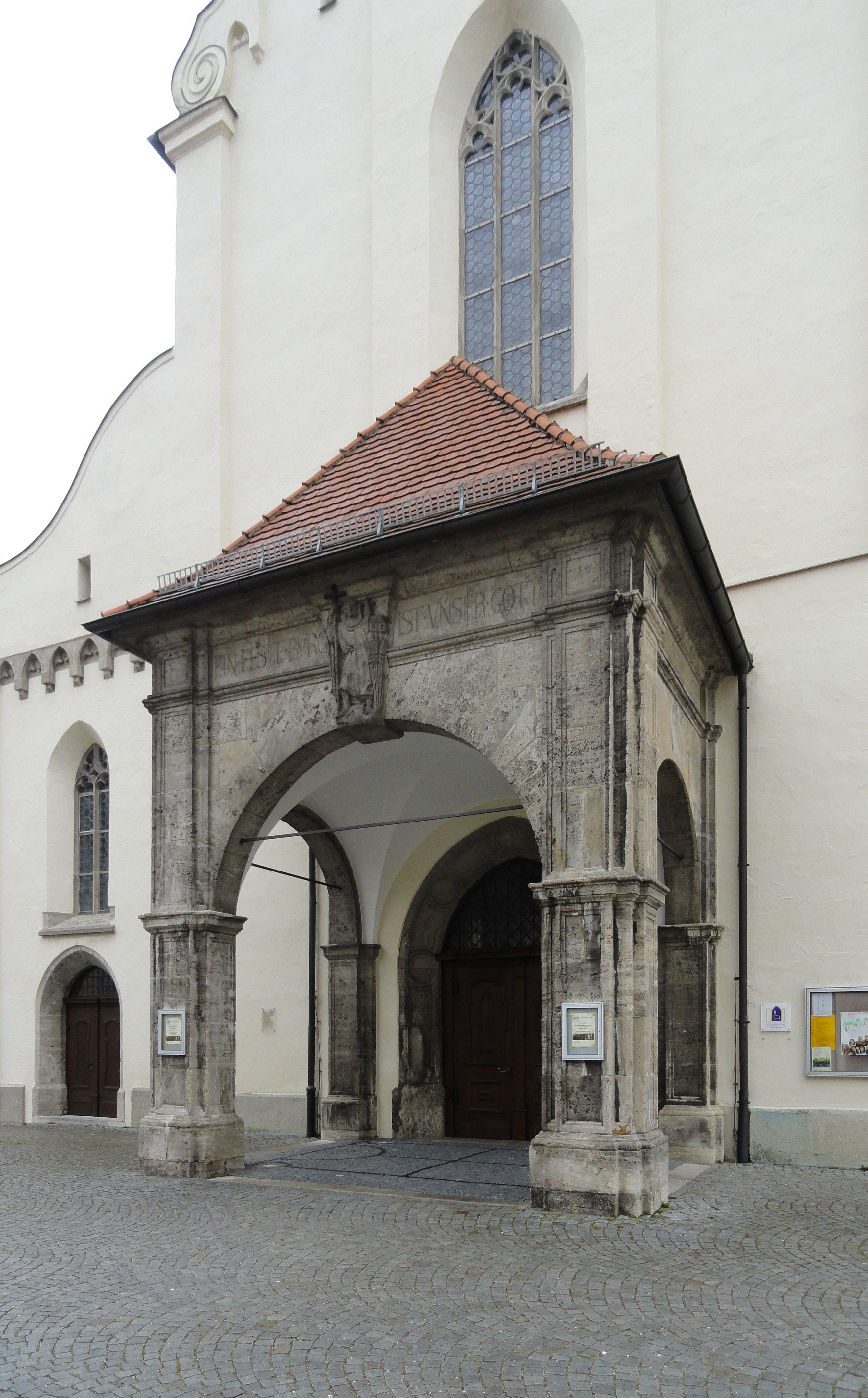
Das 1912 angebaute Vorzeichen

Die geostete Basilika besitzt einen eingezogenen Chor zu zwei Jochen und einem Fünfachtelschluss. Die Decke besteht aus einem Netzrippengewölbe mit drei tellerförmigen Schlusssteinen und Konsolen. Zwischen zweifach abgetreppten Strebepfeilern befinden sich Spitzbogenfenster. Eine Sakramentsnische mit einem doppelten Wulstprofil befindet sich an der Nordwand. Der Chorbogen ist spitzbogig und dreiseitig abgefasst. Das anschließende Mittelschiff besteht aus sieben Jochen. Die Decke ist mit einer halbkreisförmigen Stichkappentonne gedeckt. Diese setzt auf einem Oberlichtgaden aus spitzbogigen Fenstern mit modernem Maßwerk auf. Die Arkaden sind gedrückt und spitzbogig. Sie werden von achtseitigen Pfeilern mit profiliertem Kämpfergesims getragen. Die über der Kehle flachgedeckten Seitenschiffe besitzen Spitzbogenfenster. In der südlichen Hochschiffswand ist am Ostende ist eine Kanonenkugel eingelassen und mit Rahmen und Datum 17. Sept. 1796 bezeichnet: dieses Geschoss wurde bei einer Belagerung durch französische Truppen von der anderen Illerseite abgefeuert.
Drei Kapellenanbauten mit je zwei Spitzbogenfenstern schließen sich an das südliche Seitenschiff an. Daneben existiert ein Vorraum mit einem Spitzbogenfenster und einem Rundbogendurchgang unter einem Oval. Die beiden Kapellen sind durch einen Mauerdurchbruch aus dem Jahre 1767 schiffartig verbunden. Die Rippen der Gewölbedecke wurden abgeschlagen und durch flache Stuckgrate ersetzt. Der östliche Vorraum besitzt eine Sternformation. Im nördlichen Seitenschiff sind zwei, im südlichen drei spitzbogige Seitenausgängen in Stichbogennischen.
Im Westen der Kirche ist eine Empore mit einer dreiteiligen Brüstung auf toskanischen Säulen eingebaut. Die Südempore ist im südlichen Seitenschiff eingebaut. Das Brüstungsgesims stellt dabei eine Verlängerung des Kämpfergesimses der Pfeiler dar. Auf der im Jahre 1857 abgebrochenen Ostempore unter dem Chorbogen stand die Orgel. Die Seitenschiffe und die Kapellen besitzen an den Westenden insgesamt vier Aufgänge zu den Emporen. Die Aufgänge sind mit Vierkantbalustern geschmückt.
Die Westfassade ist dreigeteilt und besitzt eine Lisenengliederung unter einem Volutengiebel mit einem Spitzbogenfries. Das heutige Aussehen erhielt die Westfassade im Jahre 1912. Bis dahin war die Fassade neugotisch gestaltet. Die heutige Form entspricht in weiten Teilen der Fassade von 1768. Über dem Vorzeichen ist ein hohes Spitzbogenfenster in die Wand eingelassen. Das Vorzeichen stammt aus dem Jahr 1912 und besitzt einen großen Rundbogenausgang. Beiderseits vom Vorzeichen befinden sich Spitzbogenausgänge unter Spitzbogenfenstern. Die Giebel der drei Seitenkapellen stammen aus der Zeit der letzten Restaurierung. Über den Pultdächern der Seitenschiffe befinden sich Oberlichtgaden unter einem Spitzbogenfries mit Lisenen. Das Satteldach besitzt Schleppgauben.
Der Turm befindet sich im südlichen Chorwinkel. Das Untergeschoss ist tonnengewölbt. Die Lichtschlitze haben im unteren Teil einen geraden Sturz, im oberen Teil sind sie rundbogig gehalten. Vermauerte, gekuppelte Klangarkaden mit einem Rundbogen befinden sich im rechteckigen Blendfeld des Uhrengeschosses. Die ehemalige Zwischensäule wurde ausgebrochen. Darüber befindet sich das ehemalige Glockengeschoss im romanischen Satteldachturm. Das heutige Glockengeschoss wurde um 1440 aus Ziegelmauerwerk aufgesetzt. Auf jeder Seite des Turmes befindet sich je eine Schallarkade mit modernem Maßwerk unter dem Giebel. Daneben befinden sich je zwei spitzbogige Blenden. Die achtseitige Helmspitze ist mit Hohlziegeln gedeckt.
Die Sakristei schließt sich östlich an den Turm an. Sie ist durch eine Zwischenwand unterteilt. Sie besitzt zwei Kreuzrippenjoche mit tellerförmigen Schlusssteinen und Stuckgraten des 18. Jahrhunderts. Die mit Eisen beschlagene Türe zum Chor ist mit Adlern bemalt. Das Obergeschoss wurde 1908 aufgesetzt.

## Ausstattung

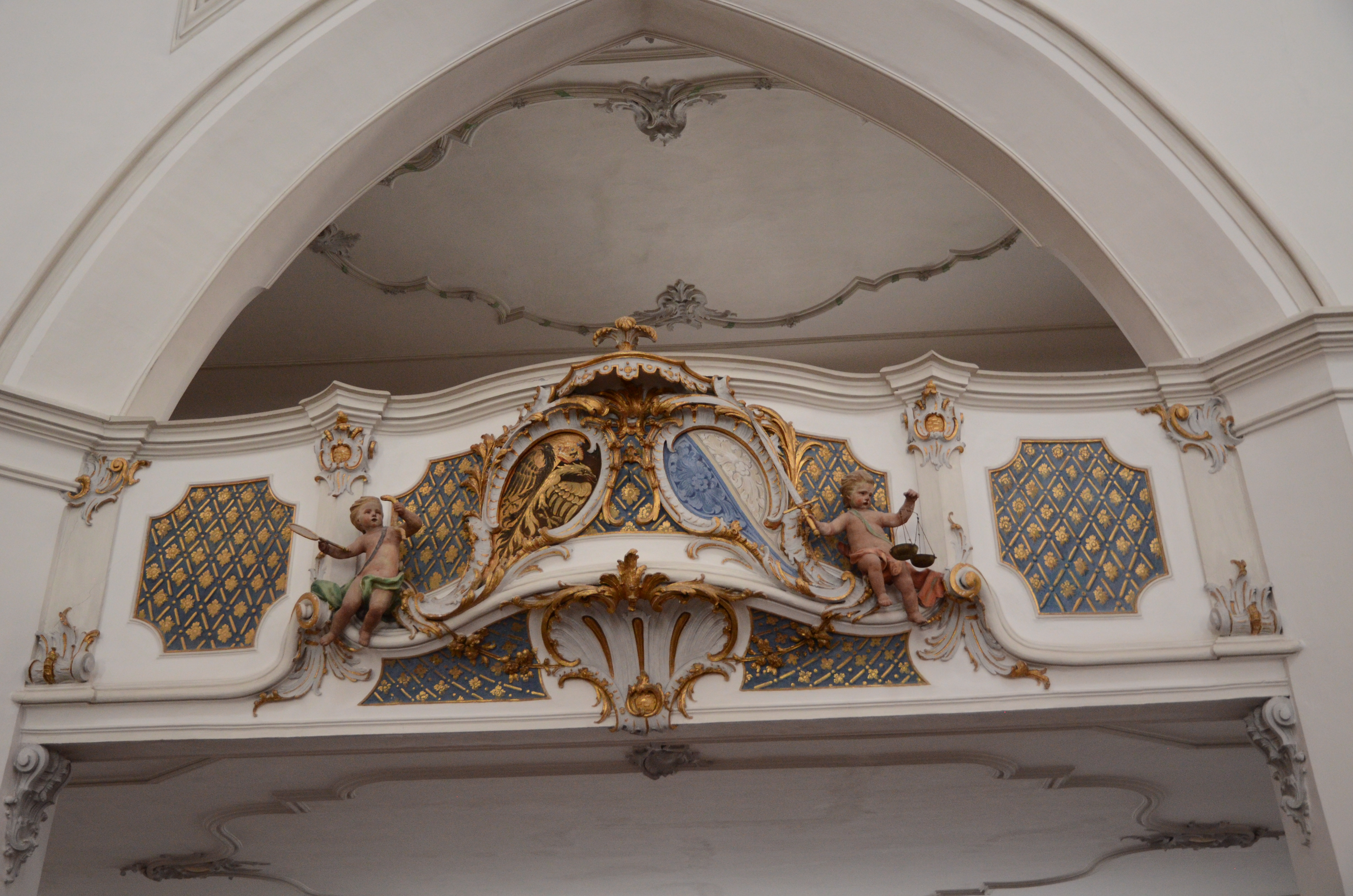
Stuck an der Südempore

Der alte Taufstein wurde um 1767 aus Stuckmarmor geschaffen. Auf dem Deckel befindet sich eine Schnitzgruppe der Taufe Christi. Er stand bis 2007 auf dem Altarpodest unter der Kanzel, heute in der Sakristei.
Die romanischen und gotischen Ziegelfliesen, die 2007 am Ostende des nördlichen Seitenschiffes den Bodenbelag der „Ecke der Stille“ vor dem Fundament eines gotischen Seitenaltars bilden, zeigen z. T. eingeprägte Tier- und Blattmotive, darunter auch ein Einhorn.
Drei Epitaphe sind in der Kirche verteilt. Eine Sandsteinplatte mit einem stark abgetretenem Relief eines stehenden Priesters mit einem Buch und einer zum Teil zerstörten Inschrift befindet sich im nördlichen Seitenschiff. Es soll sich um das Epitaph für den 1506 verstorbenen Pfarrer Sixtus Rümelin handeln. Im Chor befinden sich Epitaphe für die 1523 verstorbene Anna Sattler mit deren Wappen und das Epitaph für die Gräfin Anna Amalia zu Königseck und Rothenfels, die 1676 verstarb.

### Fresken

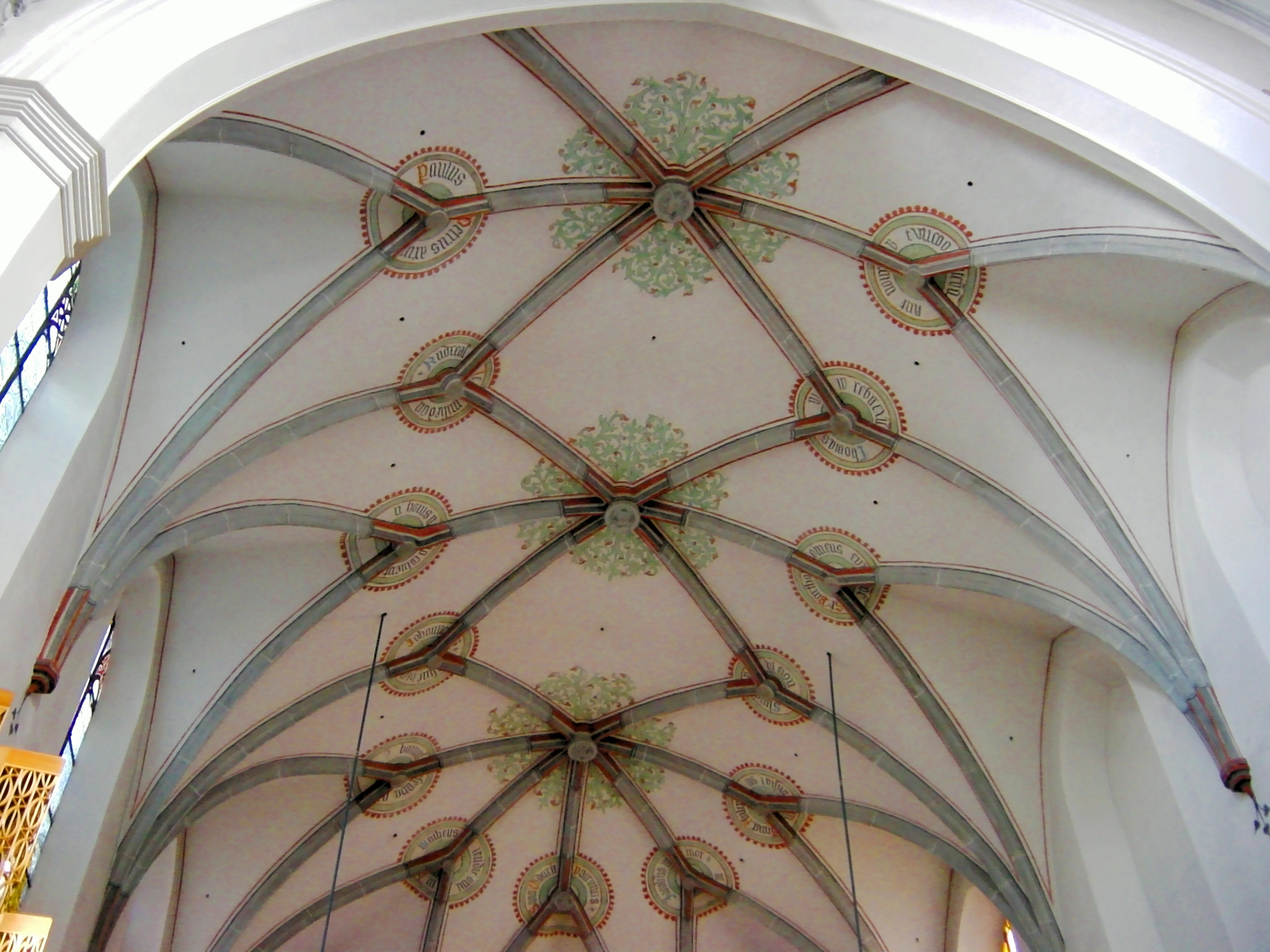
Rankenwerk an den Gewölberippen im Chor

Die Fresken der Kirche stammen aus dem 15. und 16. Jahrhundert. Im Chor befinden sich Apostelkreuze an den Wänden und Rankenwerk an den Gewölberippen; sie stammen noch aus der Erbauungszeit des Chors um 1427. Dazwischen  befinden sich noch schwach sichtbare Engelsfiguren. Fresken an der Chorwand wurden 1533 übertüncht und 1913 wiederentdeckt, jedoch nicht wieder freigelegt. Diese zeigten neben architektonischen Motiven auch ein großes Bild der Verkündigung. Es dürfte aus dem Anfang des 16. Jahrhunderts stammen. Nach dem Stadtarchivar Friedrich Zollhoefer (1897–1975, Dienstzeit 1947–1969) dürfte es sich hierbei um eine Arbeit der Memminger Schule der Künstlerfamilie Strigel handeln. Daneben zeigte ein weiteres Fresko zwischen zwei gemalten Flügeln mit einem Papst und einem Heiligen ein Mittelbild mit einer erhaltenen Gruppe um einen Papst, einen Kardinal und zwei Kleriker. Friedrich Zollhoefer nach, dürfte es sich hier um ein Bild des Kemptener Malers Ulrich Mair (Bürger Kemptens von 1468 bis 1477) handeln.

### Stuck
Der Stuck im Langhaus wurde 1767 dort angebracht. Es könnte sich hierbei um eine Arbeit von Johann Georg Wirth (erwähnt 1753–80) handeln. Er ist als sparsames Muschelwerk, Rahmenstuck, Schlusssteine über Profilrahmen und Konsolen gestaltet. Über dem großen Westfenster befindet sich eine mit 1768 bezeichnete Kartusche. Die Mittelschiffswand ist durch Stuck gefeldert. Das Gebälk ist dreiteilig verkröpft. Der Ansatz ist flach im Scheitel und mit einem mit Rocaillen geschmückten Gurtbogen besetzt. Auf den Sockeln befinden sich buntgefasste Putten, Palmen- und Blütenvasen. Die acht Putten besitzen Attribute, welche auf die Vorbereitung des neuen Bundes durch den alten Bund darstellen. Sie zeigen von West nach Ost: das Opfer durch Melchisedech und das Abendmahl, das alte Gesetz durch Moses und das neue Gesetz, das Kreuz und die Taufe und die Ecclesia und eine Synagoge. Über dem Chorbogen befindet sich eine Kartusche mit dem Auge Gottes. An der Brüstung der Südempore befindet sich zwischen Putten, die Justitia und Prudentia darstellen, ein Doppelwappen der Reichsstadt Kempten unter einem Lambrequin.

### Altäre

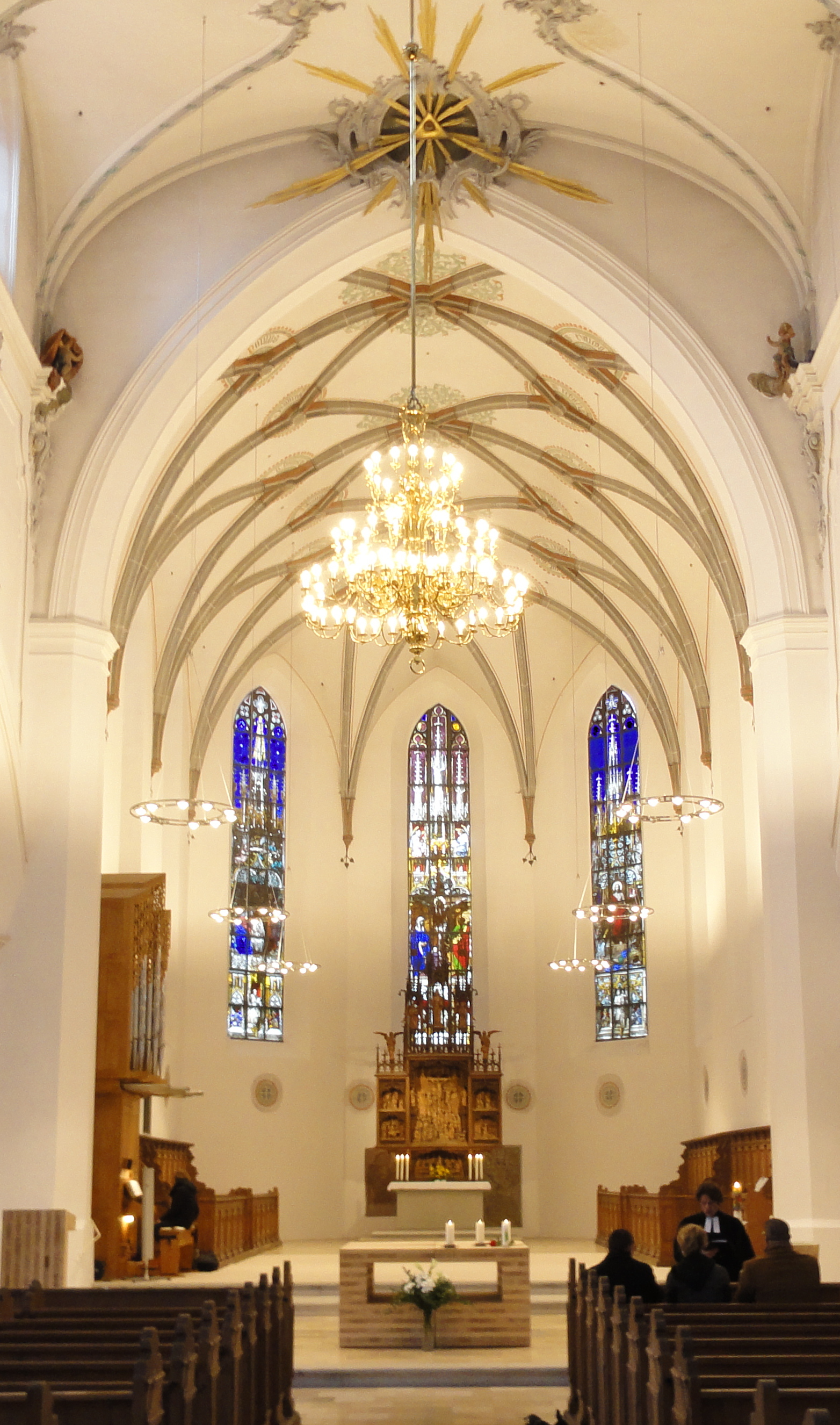
Beleuchteter Chor mit den farbigen Chorfenstern bei einer Taufe.

Die alten gotischen Altäre der Kirche wurden im Bildersturm 1533 vernichtet. Vor der neugotischen Umgestaltung im Jahre 1906 fungierte ein Stuckmarmoraltar mit einem Antependium als Altar. Heute befindet sich dieser Altar unter der östlichen Orgelempore, das Antependium in einem Lagerraum der Kirche.
Der Altar wurde von einem Nürnberger Architekten namens J.M. Schmitz als Ganzes entworfen, der Bildhauer Fritz Schiemer in Nürnberg schnitzte die Abendmahl- und Kreuzigungsgruppe, die übrigen Tafeln der Memminger Kunstschreiner Leonhard Vogt. Als Werkstoff kam Eichenholz für die Rahmenelemente sowie Lindenholz für Figuren und Reliefs zum Einsatz. Als Vorbild diente der Heilig-Blut-Altar in der Kirche St. Jakob in Rothenburg ob der Tauber von Tilman Riemenschneider und der Altar von Hans Brüggemann im Schleswiger Dom.
Der Altar erhielt auf der Weltausstellung in Chicago 1893 zwei Bronzemedaillen, einmal für das ausgeführte Kunstwerk und einmal für das ausgeübte handwerkliche Können. Bei der Bayerischen Landesausstellung erhielt der Altar im Jahr 1896 in Nürnberg die Goldmedaille.
Der Altar ist auf der Rückseite mit Vogt Memmingen Bavaria 1893 bezeichnet. Der Altar besteht aus einer Predella mit einem dreiteiligen Aufbau. Der Auszug ist als Sprengwerk mit Engeln und einer Jesusstatue gestaltet. Auf dem Gesprenge der Altarseiten sind posaunespielende Engel zu sehen. Die Mitte zeigt eine Kreuzigungsszene. Die drei Kreuze auf Golgata nehmen die obere Hälfte des Altarmittelteils ein. Darunter befindet sich eine Menschenmenge. Darunter die in Ohnmacht gefallene Maria mit Johannes und Maria Magdalena. Eine Frau hält das Schweißtuch der Veronika. Mehrere römische Soldaten sind ebenfalls in der Szene vertreten.
Die Seiten des Altars sind mit vier Szenen aus Jesu Leben geschnitzt. Oben links befindet sich eine Verkündigungsszene, oben rechts die Geburt Jesu im Stall in Bethlehem. Unten links ist der Palmsonntag dargestellt. Ihm gegenüber ist auf der rechten Seite eine Ölbergszene dargestellt. Die Predella zeigt das letzte Abendmahl.
Erworben wurde dieser Altar für 8000 Goldmark mit einer Spende des Kemptener Unternehmers Leonhard Gyr (1839–1921). Am 31. Oktober 1896, zum Reformationstag, wurde der Altar zum ersten Mal in der Kirche aufgestellt.

### Chorfenster
Die Chorfenster der Kirche wurden in den Jahren 1866 bis 1869 in der königlich-bayerischen Kunstgewerbeschule in Nürnberg gefertigt. Christian Klaus zeichnete unter der Leitung des Direktors August von Kreling und Professor Friedrich Wilhelm Wanderer die Entwürfe auf Karton und kolorierte sie. Johann Klaus, der Bruder des Zeichners, malte nach dieser Vorlage die christlichen Szenen auf Glas. Neben der genauen figürlichen Darstellung geht es bei den Szenen insbesondere um die Darstellung von Gemütszuständen.
Die Farben wurden direkt auf das Glas aufgetragen, grau gehaltene Bildteile wurden in Grisaille-Technik umgesetzt. Das gesamte Fensterensemble ist ein Geschenk der Großhändlerswitwe und Patrizierin Regina von Neubronner. Sie finanzierte die sieben Fenster im gotischen Stil für „das bessere Aussehen der Kirche“. Die alten gotischen Chorfenster waren nicht mehr erhalten. Das Testament von Neubronner legte genau fest, welche Motive anzufertigen waren. Der Dekan Johann Friedrich Linde begleitete die  Arbeiten. Die Sockelbilder mit Szenen aus dem Alten Testament wurden von ihm gewählt.
Die Chorfenster wurden in den letzten Jahren restauriert, weil sie schwere Schäden durch Luftverschmutzung aufwiesen. Anlässlich der Fertigstellung dieser aufwändigen Maßnahme wurde ein mehrseitiges Faltblatt mit Fotos der Fenster herausgegeben.

### Kanzel

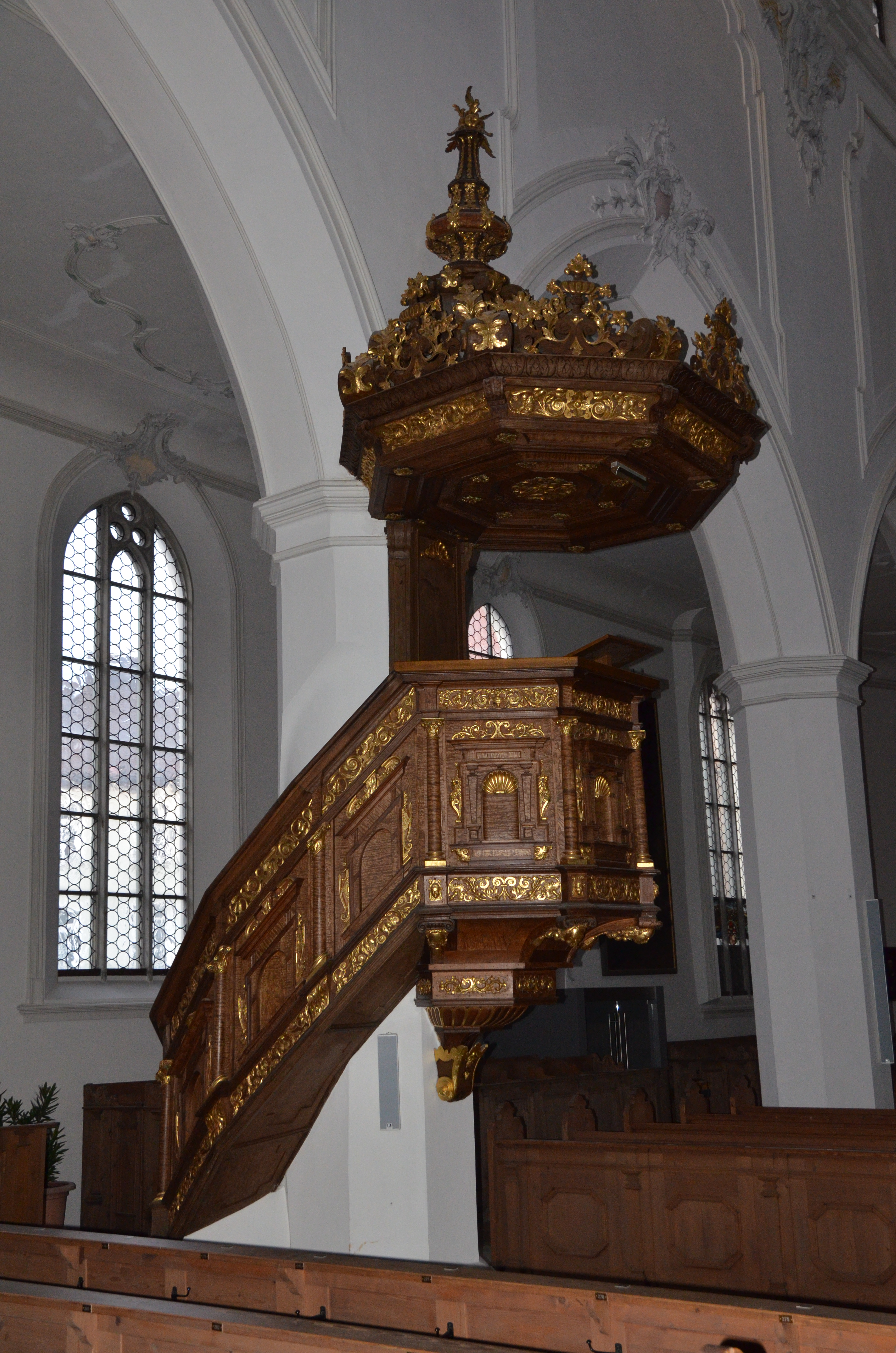
Die Kanzel aus dem Jahr 1608

Die Kanzel an einem nördlichen Pfeiler im Langhaus stammt aus dem Jahre 1608. Der Aufgang und der Kanzelkorb sind mit einem Fries, Rankenwerk, Säulen, jonischen Kapitellen mit Engelskopf und Fruchtgehängen und geohrten Ädikulä mit Muschelnischen geschmückt. Auf dem achteckigen Schalldeckel befindet sich eine Volutenpyramide.
Direkt gegenüber in der Südempore befindet sich die Bürgermeisterloge, die mit Stuck und zwei Engelsfiguren repräsentativ geschmückt ist, ein Ausdruck des Selbstbewusstseins des patrizischen Stadtregiments. Zwischen den Engelsfiguren wurden die beiden Stadtwappen angebracht, der bis 1488 verwendete blau-weiß gespaltene Schild und das 1488 von Kaiser Friedrich III. verliehene Doppeladlerwappen.

### Gestühl
Das Gestühl der Kirche stammt zum Teil noch aus dem 17. Jahrhundert. In den Seitenschiffen ist es durch Brüstungen mit geohrten Feldern und Pilastern zusammengefasst. Im Westteil der Seitenschiffe und unter der Empore besitzt es geschwungene Wangen mit toskanischen Pilastern. Neben dem Haupteingang befinden sich zwei vier- beziehungsweise fünfteilige Eichendorsalien mit Renaissanceportalmotiven in der Art der Kanzel. Die Stuhlwangen sind in Greifenform geschnitzt.
Vor dem Chorbogen stehen zwei vier- beziehungsweise fünfteilige Bänke. Die südliche besitzt eine überstrichene Rocaillebemalung. In den Seitenschiffen sind einige Doppel- und Einzelstühle erhalten. Eine der Seitenkapellen ist mit 1668 bezeichnet. Das Gestühl des Hauptschiffes ist modern und wurde 1913 angeschafft.
Das während des Bildersturms 1533 entfernte Chorgestühl, diente nach Aussagen von Kunsthistorikern als Vorbild für das 1507 begonnene der Kirche St. Martin in Memmingen.

### Gemälde

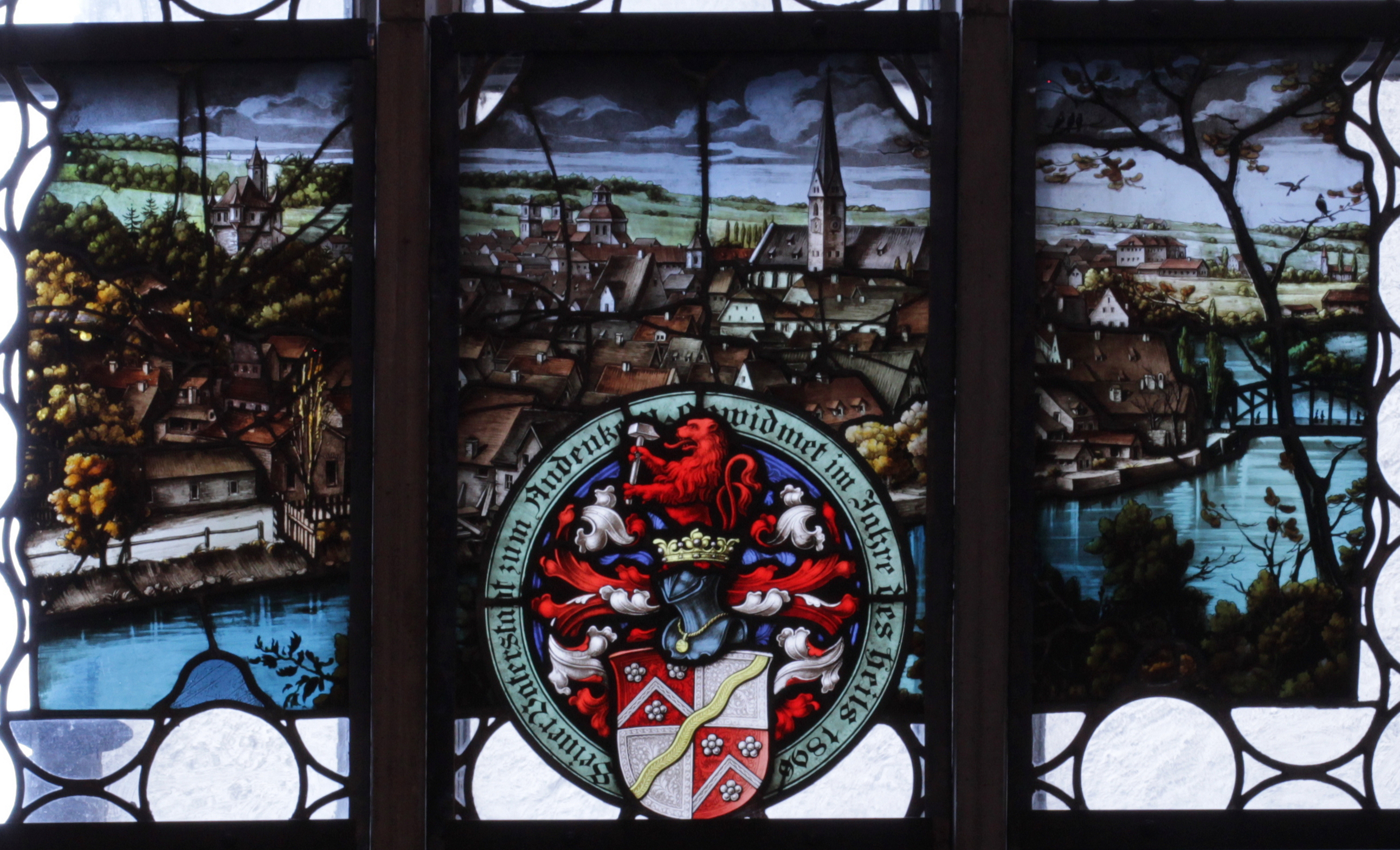
1896 gewidmetes Fensterbild mit einer Ansicht der Stadt

In der Kirche befinden sich insgesamt sechs Gemälde. Eine Kreuzigungsszene stammt von Hieronymus Hau und wurde 1726 gemalt. Ein weiteres zeigt das Töchterlein des Jaïrus. Ein Bild von Ludwig Thiersch mit einer Ölbergszene wurde 1868 gemalt. Im Chor ist je ein Porträt der Reformatoren Philipp Melanchthon und Martin Luther aus dem 17. Jahrhundert aufgehängt. In der Sakristei befindet sich ein Porträt des Pfarrers D. Zeämann aus dem Jahre 1630. Es wird dem Maler Ulrich Mauch (erwähnt 1624) zugeschrieben.

### Flechtwerkstein

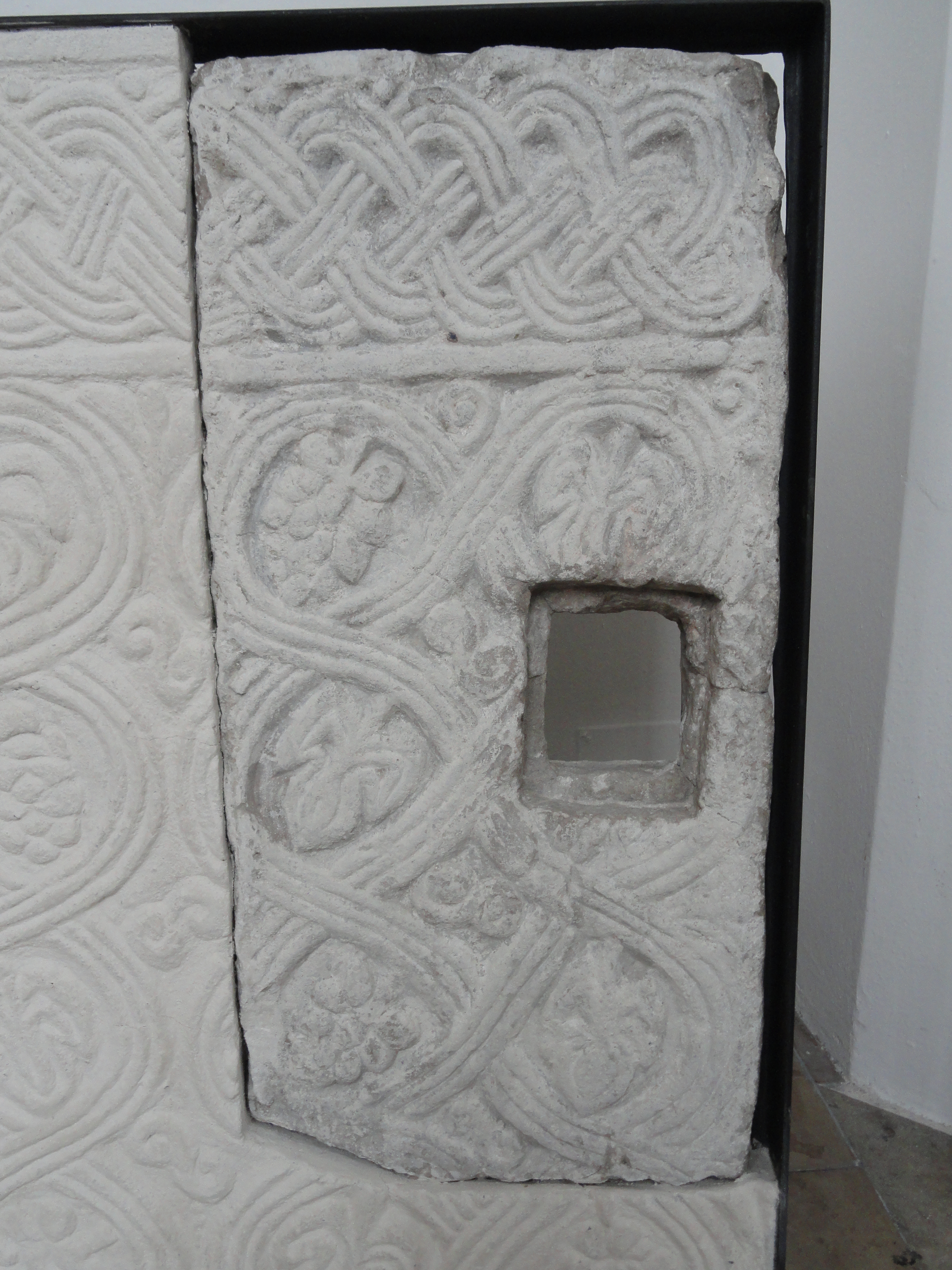
1894 gefundener Flechtwerkstein

Der 1894 beim Ausschachten für eine Heizungsanlage gefundene Flechtwerkstein stammt aus einer karolingerzeitlichen Chorschranke. Das im Fundament des Hauptaltars entdeckte Baustück hat Weinranken und Flechtwerkornamente. Beim Neubau von Kirchengebäuden wurden oft Teile der Chorschranken als Zeichen für den Fortbestand der alten kirchlichen Bedeutung wiederverwendet.
So könnte im hochmittelalterlichen Nachfolgebau der romanischen Kirche der Werkstein als Reliquienlocolus seine neue Verwendung gefunden haben. Untermauert wird diese These durch die akkurate eingemeißelte rechteckige Öffnung, die einer Kapsel mit Reliquien Platz bot. Bei dem Neubau der Kirche im 15. Jahrhundert wurde der Flechtwerkstein im Fundament des gotischen Altars erneut vermauert.

### Orgeln

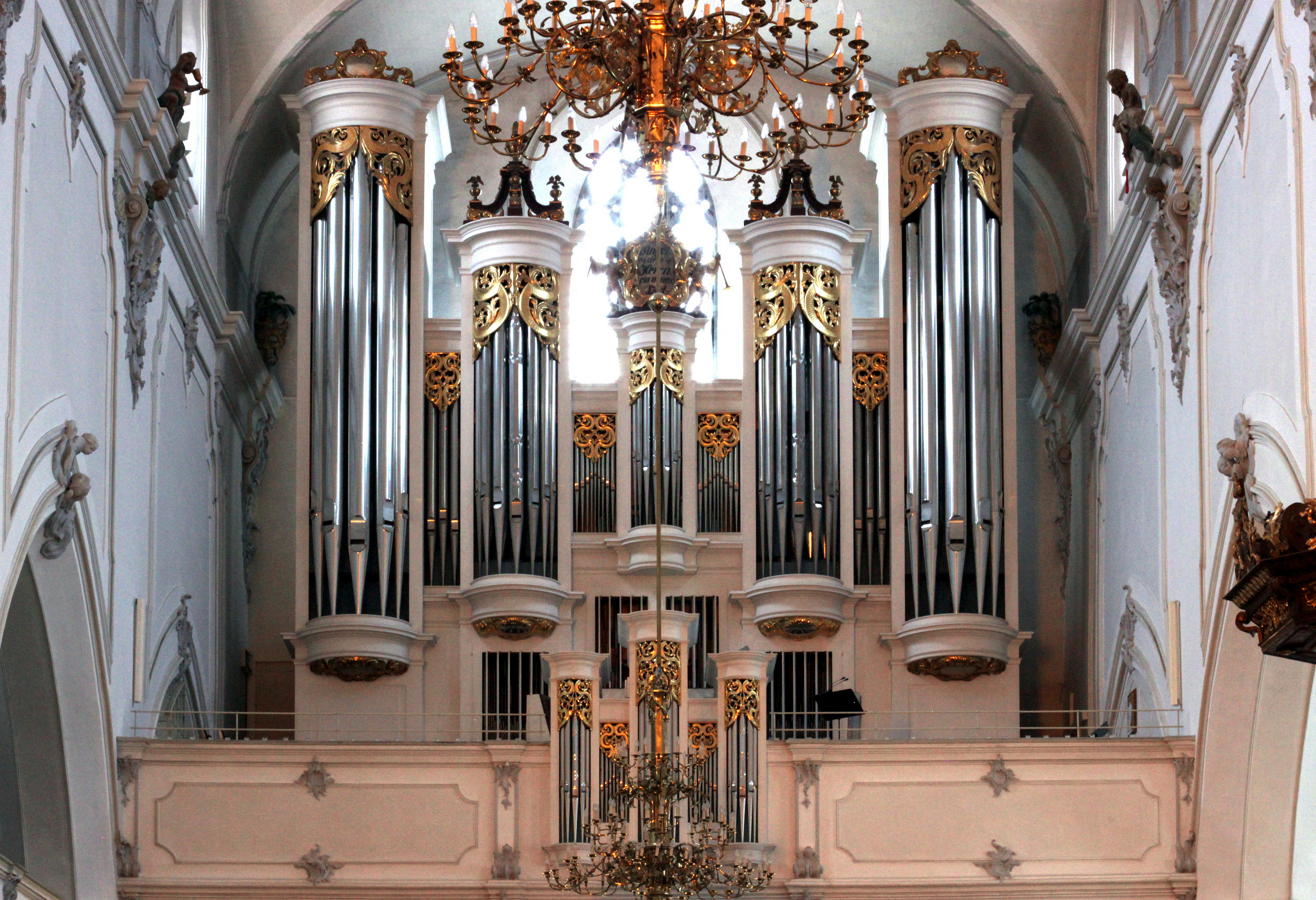
Hauptorgel auf der Westempore

Die Hauptorgel wurde 1987 von der Kaufbeurer Orgelbauwerkstatt Schmid ursprünglich fünfmanualig erbaut; für das Gehäuse wurden Teile der Vorgängerorgel wiederverwendet. Das Instrument hat nach einem Umbau 54 Register auf vier Manualen und Pedal. Die Orgel ist eine der größten Orgeln des Allgäus.
Im Jahr 2019 wurde das Instrument durch die Orgelbaufirma Klais überarbeitet und teilweise verändert; in diesem Zuge wurden u. a. das Kleinpedal vom V. Manual getrennt, und die bisherigen Zungenstimmen als Auxiliarwerk spielbar gemacht. Ursprünglich waren die Register des Kleinpedals auf einem eigenen Manual (V. Manual) spielbar.
Die 16′-Posaune fand einen neuen Platz hinter der Orgel, die Register Trompete 8′ und Feldtrompete 4′ bekamen eine eigene Lade, die als Auxiliar nun vom I. und II. Manual sowie vom Pedal spielbar sind. Auf eigener Lade kamen die Register Fagott 16′ und Gambe 8′ hinzu, die vom II. Manual und vom Pedal spielbar sind. Das Pedal wurde um einen Untersatz 32' erweitert, der ab dem c0 in den vorhandenen Subbass mündet. Im Schwellwerk wurde die Clairon 4′ durch eine Hautbois 8′ ersetzt. Hinzu kamen auch ein Glockenspiel nach Stumm, spielbar vom I. Manual, und ein Cymbelstern. Um dem Gesamtklang mehr Gravität zu verleihen, wurden Suboktavkoppeln zum II. und III. Manual hinzugefügt.
Der neue Spieltisch ist nun viermanualig.
| I Rückpositiv C–g3 |                  |       |
| 1.                 | Holzgedackt      | 8′    |
| 2.                 | Prästant         | 4′    |
| 3.                 | Rohrquintade     | 4′    |
| 4.                 | Kleinpommer      | 2′    |
| 5.                 | Sesquialter II 0 | 2 ⁄3′ |
| 6.                 | Quinte           | 1 ⁄3′ |
| 7.                 | Scharff III      | 1′    |
| 8.                 | Krummhorn        | 8′    |
|                    | Tremulant        |       |
|                    |                  |       |
|                    | Glockenspiel     |       |
|                    | Zimbelstern      |       |

| Auxiliar C–g3 (I, II, P) |                |    |
| 9.                       | Trompete       | 8′ |
| 10.                      | Feldtrompete 0 | 4′ |

| II Hauptwerk C–g3 |               |       |
| 11.               | Gedackt       | 16′   |
| 12.               | Prinzipal     | 8′    |
| 13.               | Spitzflöte    | 8′    |
| 14.               | Oktav         | 4′    |
| 15.               | Koppelflöte 0 | 4′    |
| 16.               | Quinte        | 2 ⁄3′ |
| 17.               | Oktav         | 2′    |
| 18.               | Mixtur V      | 1 ⁄3′ |
| 19.               | Trompete      | 8′    |

| Auxiliar C–g3 (II, P) |          |     |
| 20.                   | Gambe    | 8′  |
| 21.                   | Fagott 0 | 16′ |

| III Schwellwerk C–g3 |                       |        |
| 22.                  | Bordun                | 16′    |
| 23.                  | Prinzipal             | 8′     |
| 24.                  | Holzflöte             | 8′     |
| 25.                  | Gamba                 | 8′     |
| 26.                  | Schwebung             | 8′     |
| 27.                  | Oktav                 | 4′     |
| 28.                  | Schweizerpfeife       | 4′     |
| 29.                  | Nasat                 | 2 ⁄3′  |
| 30.                  | Blockflöte            | 2′     |
| 31.                  | Terz                  | 1 3⁄5′ |
| 32.                  | Septime               | 1 ⁄7′  |
| 33.                  | Oktav                 | 1′     |
| 34.                  | Pleinjeu IV           | 2′     |
| 35.                  | Fagott                | 16′    |
| 36.                  | Trompette harmonique0 | 8′     |
| 37.                  | Hautbois              | 8′     |
|                      | Tremulant             |        |

| IV Brustschwellwerk C–g3 |              |       |
| 38.                      | Rohrflöte    | 8′    |
| 39.                      | Salicional   | 8′    |
| 40.                      | Flöte        | 4′    |
| 41.                      | Prinzipal    | 2′    |
| 42.                      | Sifflöte     | 1′    |
| 43.                      | Cymbel III   | 1 ⁄2′ |
| 44.                      | Vox humana 0 | 8′    |
|                          | Tremulant    |       |

| Pedal C–f1 |                          |         |
| 45.        | Untersatz (Ext. Nr. 47)0 | 32′     |
| 46.        | Prinzipal                | 16′     |
| 47.        | Subbass                  | 16′     |
| 48.        | Quintbass                | 10 2⁄3′ |
| 49.        | Oktavbass                | 8′      |
| 50.        | Gedacktbass              | 8′      |
| 51.        | Großterz                 | 6 2⁄5′  |
| 52.        | Choralbass               | 4′      |
| 53.        | Mixturbass IV            | 2 ⁄3′   |
| 54.        | Posaune                  | 16′     |

- Koppeln: I/II, III/II, IV/II, I/P, II/P, III/P, IV/P, Suboktavkoppeln zum II. und III. Manual
- Spielhilfen: Tutti, Setzeranlage

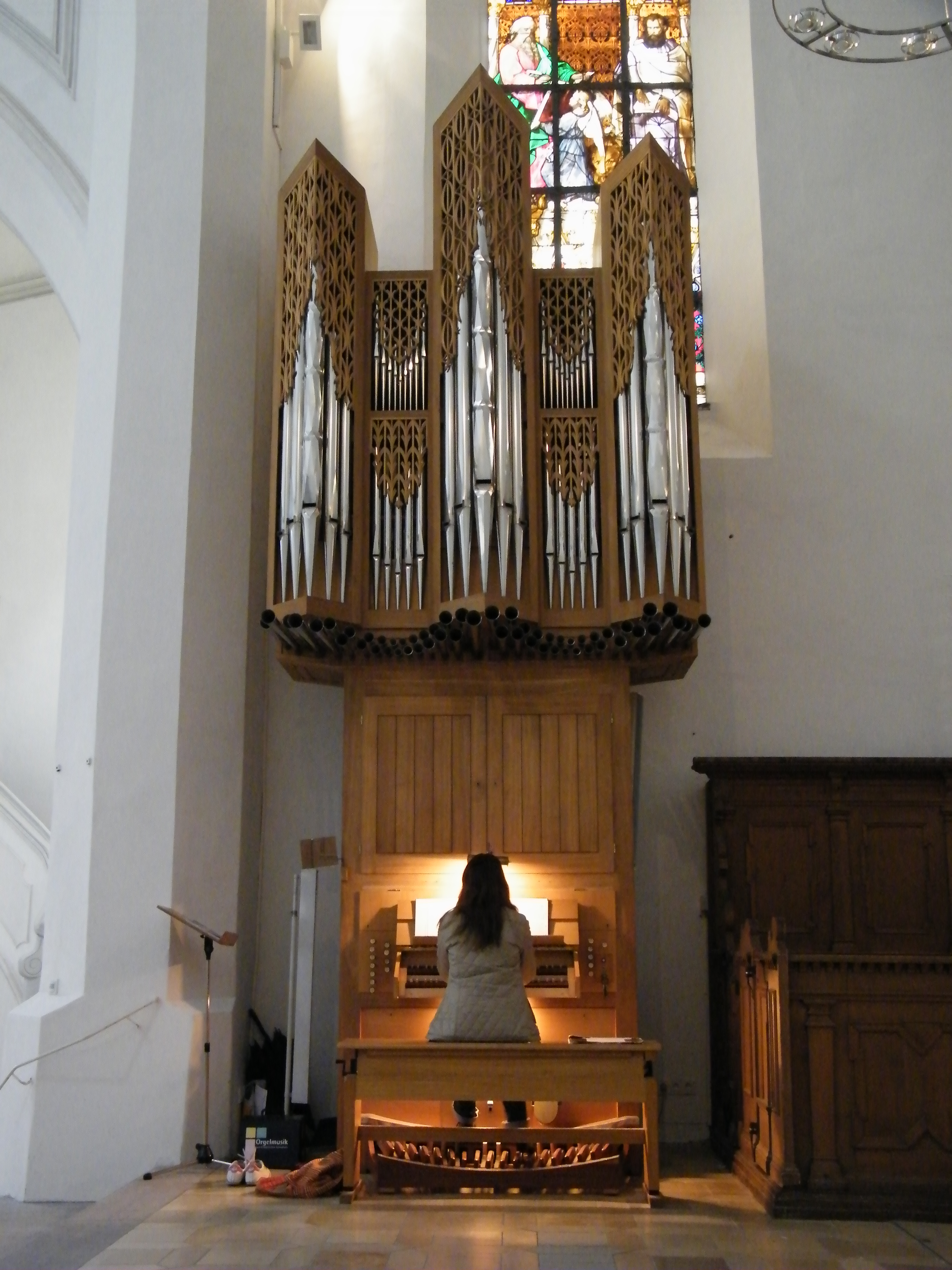
Chororgel

Direkt hinter dem Chorbogen ist der Standort der Chororgel. Dieses Werk wurde 1972 vom selben Orgelbauer erbaut.
| I Hauptwerk C–g3 |            |       |
| 1.               | Prinzipal  | 8′    |
| 2.               | Spitzflöte | 8′    |
| 3.               | Oktav      | 4′    |
| 4.               | Nasat      | 2 ⁄3′ |
| 5.               | Schwiegel  | 2′    |
| 6.               | Mixtur     | 1 ⁄3′ |
| 7.               | Trompete   | 8′    |

| II Schwell-Brustwerk C–g3 |           |    |
| 8.                        | Gedackt   | 8′ |
| 9.                        | Rohrflöte | 4′ |
| 10.                       | Octav     | 2′ |
| 11.                       | Oktav     | 1′ |
| 12.                       | Krummhorn | 8′ |
|                           | Tremulant |    |

| Pedal C–f1 |             |     |
| 13.        | Subbass     | 16′ |
| 14.        | Gedacktbass | 8′  |
| 15.        | Rohrpfeife  | 4′  |
| 16.        | Prinzipal   | 2′  |

Im Jahr 2002 kam noch eine Truhenorgel von Josef Maier hinzu.
KMD Frank Müller ist seit 1994 Kantor an St. Mang.

### Glocken
Im Turm hängen fünf Glocken. Sie erklingen seit Oktober 2017 in der Tonfolge es1 ges1 as1 b1 und des2. Die Glocken 1 und 2 stammen aus den Jahren 1376 bzw. 1383. Die ursprünglich letzte und dritte Glocke, welche als Ergänzung aus den Jahren nach dem Zweiten Weltkrieg stammte passte klanglich nicht zum Geläut. Daher wurden drei neue Glocken von der Glockengießerei Gebhardt in Kempten in überschwerer Rippe dazu ergänzt. Ergänzend zu dieser Maßnahme wurden der Turmaufgang renoviert und neue elektronische Läutemaschinen und Schallläden angeschafft.

## Pfarrer
Als Pfarrer an der St.-Mang-Kirche war von 1553 bis 1561 der slowenische Reformator und Bibelübersetzer Primož Trubar tätig. Ihm gelang die Durchsetzung der lutheranischen Richtung der Reformation, die bis dato von der Reichsstadt nur nach außen hin vertreten wurde, wohingegen man „nach innen“ noch zur zwinglianischen Richtung tendierte. An sein Wirken in Kempten erinnert eine Gedenktafel am alten Pfarrhof, die 1922 auf Initiative des Kemptener Oberbürgermeisters und Heimatforschers Otto Merkt gesetzt wurde. Sie ist das erste Erinnerungsobjekt an Truber in Deutschland seit dem 16. Jahrhundert. 2008 wurde eine bronzene Büste Trubers außen an der Südseite der Kirche angebracht, ein Werk eines slowenischen Künstlers.
Sein Nachfolger war der aus Wiesloch stammende Pfarrer Ottmar Stab, der 1585 in Kempten starb.
Der Erfinder der Eismaschine Carl von Linde verbrachte seine Jugend von 1849 bis 1865 im Pfarrhof der St.-Mang-Kirche, an der sein Vater Pfarrer war. Eine Gedenktafel dort erinnert heute an ihn. In Kempten wurde das humanistische Gymnasium nach Carl von Linde benannt.

## Pfarrhäuser
St.-Mang-Platz 6

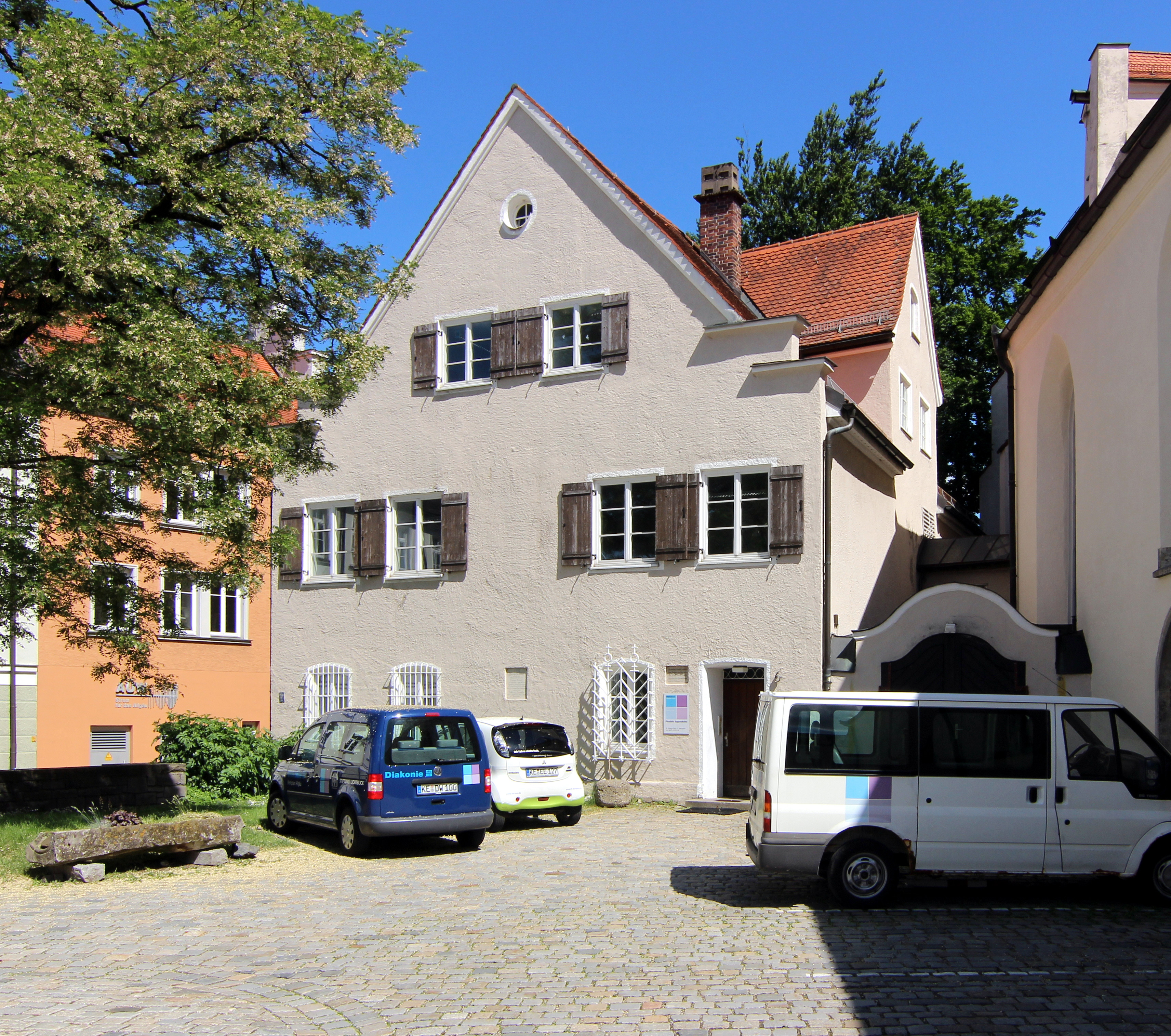
Mit der Kirche baulich verbundenes Pfarrhaus.

Direkt an der Stadtmauer befindet sich  ein denkmalgeschütztes Pfarrhaus. Es wurde 1329 erbaut und ist im Obergeschoss durch einen Gang mit der Kirche verbunden. In diesem Haus verbrachte Carl von Linde seine Jugend.
Reichsstraße 6
Das ebenso unter Denkmalschutz stehende Pfarrhaus in der Reichsstraße ist ein viergeschossiger Traufseitbau mit spätmittelalterlichem Kern. Das im 17. Jahrhundert veränderte Haus wurde im Jahr 1957 erneuert.